# ハンス・フォン・オハイン
ハンス・ヨアヒム・パプスト・フォン・オハイン（Hans Joachim Pabst von Ohain、1911年12月14日 - 1998年3月13日）は、ドイツの技術者。単体で飛行可能な世界初のターボジェットエンジンを開発したことで著名である。デッサウ市出身。

## 前史
イギリス空軍の下士官フランク・ホイットルが1929年に出願した遠心式ターボジェットエンジンに関する特許は、機密扱いされず専門誌などで広く紹介されたため、各国の空軍や技術者が注目した。
その中の1人が、ゲッティンゲン大学工学部で流体力学を専攻する大学院生だったオハインで、ホイットルの物より更にシンプルな単板斜流のラジアルタービンを用いる別形式を発案して1933年に特許出願し、友人のマックス・ハーン (Max Hahn) が経営する自動車整備工場の一角を借り、翌1934年から自費1000ライヒスマルクを投じてジェットエンジンの基礎実験に着手した。
博士課程終了後も継続的な開発を望んだオハインは、1936年に恩師ロベルト・ヴィヒャルト・ポールの紹介で試作ジェットをエルンスト・ハインケルに見せたところ、即座にハインケル社に採用され本格的な開発が始まった。翌1937年、同社の板金職人が手作りした初号機ハインケル HeS 1の試運転を開始したが、これはホイットルの試作初号機パワー・ジェッツ WUの稼動とほぼ同時だった。

## 世界初の偉業
実証モデルのHeS 1は、相似形の単板遠心式圧縮器とタービン部を背中合わせに配置し、その間の外周に放射状バーナーとドーナツ状の直流アニュラー型燃焼器を設けた、極めて大径で粗野なものだった。1号機では当初、高速燃焼する気体水素を用い10,000rpmで静止推力115kgfと、試験結果は計画値通りでかつ安定していたが、ホットセクションが溶解したため修理した際に気化器を付加し、揮発油で運転できるよう改造された後は、様々な問題に直面した。
中間的なHeS 2を経て、初の実用モデルHeS 3の開発に移ったHeS 3は高圧縮化のため動翼のみの単段軸流圧縮機を前置し、要部は鋳造製になり燃焼器も反転型として、相互のレイアウトも大きく見直された。
熱マネジメントを容易にするため、カン型燃焼器を採用した改良型HeS 3bを1939年初夏に初火入れし、間もなくHe 118に吊下して空中試験を開始。1号機が炎上して早期に失われたため、2号機に換装したHe 178が、同年8月27日に同社テストパイロットのエーリヒ・ヴァージッツの手で、世界初のジェット推進機として初飛行に成功した。
これは同社の世界初のロケット推進機He 176に遅れること2ヶ月、ホイットルらの実験機グロスター E.28/39の初飛行よりは1年半先んじていた。

## 隘路
しかしHeS 3bは低出力かつ耐久性にも欠け、最高速は計画値を下回る325kt（600 km/h）に留まり、滞空時間も10分に制限されるなど、レシプロ機に対して明確な優位性を示せず、試作2号機（He 178 V2）に至っては推力不足で離陸もできずに終わった。
同年11月1日、エルンスト・ウーデット、エアハルト・ミルヒらドイツ航空省及び国民社会主義ドイツ労働者党（ナチス）高官の前でHe 176、He 178の展示飛行が催され、印象を与える事に成功。その場で戦闘機He 280の試作契約が結ばれたものの、非ナチ党員のハインケルに対する風当りは依然冷たく、積極的な援助は得られなかった。
また高速ジェット機の将来性に確信を抱く空軍省技官ヘルムート・シェルプやハンス・マウフらも、本来航空機メーカーであるハインケル社のエンジン開発・生産能力を懸念して、他の航空エンジン製造各社にもターボジェットエンジンの開発を非公式に打診した。これが後に発注仕様109の軸流式ターボジェット BMW 003（109/003） 、ユモ 004（109/004）として具現化する。
その後、ユンカース社で軸流式ターボジェットの基礎研究に当っていたアドルフ・ミューラー（Adolf Müller）のチームが同社に移籍し、109/006（HeS 30）の名で開発を継続することになり、遠心式を進めるオハインと相互協力を図る体制が整えられた。
HeS 3bの単純拡大版HeS 6を経て、He 280向けの本格型HeS 8は、前置軸流圧縮器を2段とし、軸を延長してその間にアニュラー型燃焼器を納めることで外径縮小を図ったが、タービンは従前単板斜流式という異色の構成を踏襲していた。
世界初の実用射出座席を装備した試作戦闘機He 280は1941年4月2日に初飛行し、3日後に敢行された公開模擬空戦では優速と高上昇力を発揮してFw 190を圧倒して見せたが、より斬新なMe 262を優先する国策は覆らず、正式受注は成らなかった。
自社のエンジン開発能力の不足を痛感したハインケルは、エンジンメーカーのヒルト社との合併をナチスに上申し、その許可を得て開発に拍車を掛けたが、数多の改良にもかかわらずHeS 8の不安定さと短寿命は解消できず、1943年3月にはHe 280も計9機をもって計画放棄を余儀なくされた。
オハインのチームの難航振りを憂慮したシェルプも、ユンカース社でユモ 004の基本設計を終えたマックス・ベンテレらを新生ハインケル・ヒルト社に移籍させ、高出力な軸流・遠心ハイブリッド構成のHeS 011プロジェクトに参加させたが、技術趣味的な設計変更が重なり、第二次世界大戦中に完成を見なかった。
HeS 011は、戦後にフランシスコ・フランコによる独裁政権下のスペインに移りINI 011の名で開発が継続された。

## 戦後
ヴェルナー・フォン・ブラウン、アレクサンダー・リピッシュらと共に、ペーパークリップ作戦の最重要人物に指定されたオハインは、1947年にスタッフと共にアメリカ合衆国に渡り、ライト・パターソン空軍基地の空軍研究所に配属された。
1956年に同研究所長に昇進し、戦後30年を経た1975年には、航空機を含むアメリカ空軍の大気圏内飛翔体の全研究プロジェクトを統括する地位にあったが、この間軍の要職に就いている事実を秘され、対外的には農場経営者であると伝えられていた。
冷戦下でオハインが何を手掛けて来たかは必ずしも詳らかではないが、高温ガス炉による原子力飛行機、吹出翼を持つ試作垂直離着陸機XFV-12、電磁流体力学発電（プラズマ発電、EFD発電）等は、オハインが開発を主導したものとされている。そして、それらの総てが実用化されていない。
1979年に除隊したオハインは、基地近隣のデイトン大学に自分の名を冠した研究室を設けて余生を送っていたが、そこでフランク・ホイットルとの邂逅を果たし、終生親交を結んだ。その後フロリダ州のメルボルンに隠居し、1991年チャールズ・スターク・ドレイパー賞受賞。1998年に死去した。